# 48-й егерский полк
48-й егерский полк

## Формирование полка
Сформирован 17 января 1811 г. По упразднении егерских полков 28 января 1833 г. 1-й и 3-й батальоны были присоединены к Литовскому, а 2-й — к Виленскому пехотным полкам. Старшинство полка сохранено не было.

## Кампании полка
Оба действующих батальона числились в 17-й пехотной дивизии 2-го корпуса и в составе 1-й Западной армии участвовали в отражении Наполеоновского нашествия в Россию; гренадерская рота 2-го батальона была откомандирована в 1-ю сводно-гренадерскую дивизию 5-го корпуса той же армии и также принимала участие в делах с французами. Запасной батальон находился в Риге, среди гарнизонных войск.

## Знаки отличия полка
Из знаков отличия полк имел две серебряные трубы с надписью «За отличие при поражении и изгнании неприятеля из пределов России 1812 г.», пожалованные 13 апреля 1813 г. По упразднении 48-го егерского полка обе трубы были переданы на хранение в Артиллерийский музей; 16 декабря 1845 г. одна из этих труб была передана Кубанскому пехотному полку, сформированному из двух батальонов Литовского и двух батальонов Виленского пехотных полков.

## Шефы полка
- 17.01.1811 — 16.12.1812 — полковник (с 31.10.1812 генерал-майор) Потёмкин, Яков Алексеевич
- 14.08.1814 — 01.09.1814 — генерал-майор Делагарди, Август Осипович

## Командиры полка
- 30.03.1811 — 16.04.1812 — подполковник Керн, Ермолай Фёдорович
- 25.03.1813 — 08.07.1820 — майор (с 17.07.1813 подполковник, с 27.04.1814 полковник) Харитонов, Александр Романович
- 12.09.1820 — 06.12.1827 — генерал-майор Мефтодовский
- 06.12.1827 — 27.03.1832 — полковник Цемиров, Александр Николаевич